# Indotto
Si dice indotto industriale, a volte, l'insieme di sotto industrie o artigiani che producono parti elementari necessarie alle grandi industrie per realizzare i prodotti finiti. Negli ultimi vent'anni la parola indotto ha preso un significato più ampio, e ora si considera lavoro indotto anche quello che non è direttamente connesso alla grande industria.
Ad esempio in un indotto vi sono compresi tutti i "servizi" diretti e indiretti che fanno poi funzionare il polo industriale, la zona industriale o il distretto industriale. Sono quindi considerati nell'indotto anche spacci, edicole, ristoranti, mense, trasporti di persone, trasporti pesanti e ogni altra possibile attività che si possa immaginare nel contesto di una "area" industriale. Le attività dell'indotto intese come servizi sono quelle attività che prestano offerte commerciali e tecniche di supporto logistico alla vocazione principale dell'area industriale.